# Sirenage
Le mot sirenage - écrit parfois Sirénage® - est un néologisme français créé par l’Institut national de la statistique et des études économiques (Insee) sur le modèle de l'acronyme Système national d’identification et du répertoire des entreprises et de leurs établissements (Sirene). 

## Histoire
Il désigne, parmi la gamme des produits Sirene, un traitement informatique de fichier proposé aux clients de son service. Ce traitement dit de « qualification de fichier » consiste à rapprocher les informations contenues dans un fichier d’entreprises de celles issues du répertoire Sirene. Il s'agit d'enrichir ce fichier et d'en contrôler les informations à l’aide des données du Répertoire.
Si le fichier client ne contient pas le n° d’identification SIREN ou SIRET, le sirenage permet de l’enrichir de cet identifiant officiel, attribué en France par l’Insee lors de la création de toute entreprise, généralement via un Centre de formalités des entreprises (CFE). Cet identifiant unique facilite le rapprochement des fichiers d’entreprises entre eux.
D’autres enrichissements (code Insee) sont possibles : Activité principale exercée (code APE) figurant dans la nomenclature d’activités française (code NAF), catégorie juridique, etc.
Le sirenage permet de supprimer les enregistrements en doublons ou de radier d'un fichier les entreprises absentes du Répertoire pour cause de cessation d’activité. Ces deux opérations de qualification d’un fichier contribuent à diminuer les coûts de gestion induits par une mauvaise qualité des informations.
Le sirenage est une opération proposée directement par l'Insee, dans un cadre commercial, et par les sociétés ayant acquis de l'Insee le droit de rediffuser les informations contenues dans le Répertoire Sirene.

## Synonymes
sirénisation, sirétisation, sirétage.